# Silví Thos i Codina
Silví Thos i Codina (Mataró, 16 de maig de 1843 - 15 de juliol de 1911) va ser un geòleg, enginyer de mines i poeta català. El seu germà Terenci fou advocat, polític i escriptor.
El 1888 presidí el 1r Congrés Internacional d'Enginyeria de Barcelona. Membre de la Reial Acadèmia de Ciències i Arts de Barcelona des de 1878, en fou el seu president de 1895 a 1904. Fou un dels impulsors de l'observatori astronòmic i meteorològic del Tibidabo que finançà Camil Fabra.
Fou també president de l'Institut Agrícola Català de Sant Isidre i de la Societat Econòmica Barcelonesa d'Amics del País. Fou nomenat cavaller de la Gran Creu d'Isabel la Catòlica.
Col·laborador en el Diari de Barcelona amb articles de divulgació científica titulats de "Ciència amena", amb el pseudònim de Roger de Flor. Publicà nombroses obres professionals, de les quals destaca El agua en la tierra (1878), Descripción física, geológica y minera de la provincia de Barcelona (1881) o Andorra. Reconocimiento físico-geológico-minero (1885). Com a poeta participà en els Jocs Florals de Barcelona, en els quals fou premiat el 1860 amb la Flor Natural amb el poema "Amor és vida".